# كليفتون سبراغ
كليفتون سبراغ (بالإنجليزية: Clifton Sprague)‏ هو ضابط أمريكي، ولد في 8 يناير 1896 في دورشستر ‏ في الولايات المتحدة، وتوفي في 11 أبريل 1955 في سان دييغو في الولايات المتحدة.